# Marcos Amalbert
Marcos Amalbert (né le 9 avril 1988) est un athlète portoricain, spécialiste du saut en longueur et du relais.
Son meilleur saut est de 7,92 m, réalisé le 8 mai 2011 à Bogota. Avec l'équipe de relais de Porto Rico, il bat le record national en demi-finale à Daegu 2011 en 39 s 04 (relais composé de Marcos Amalbert, Carlos Rodriguez, Marquis Holston et Miguel López. L'année précédente il avait déjà contribué au succès de son équipe lors des Championnats ibéro-américains d'athlétisme 2010.